# 肯塔基州飲食

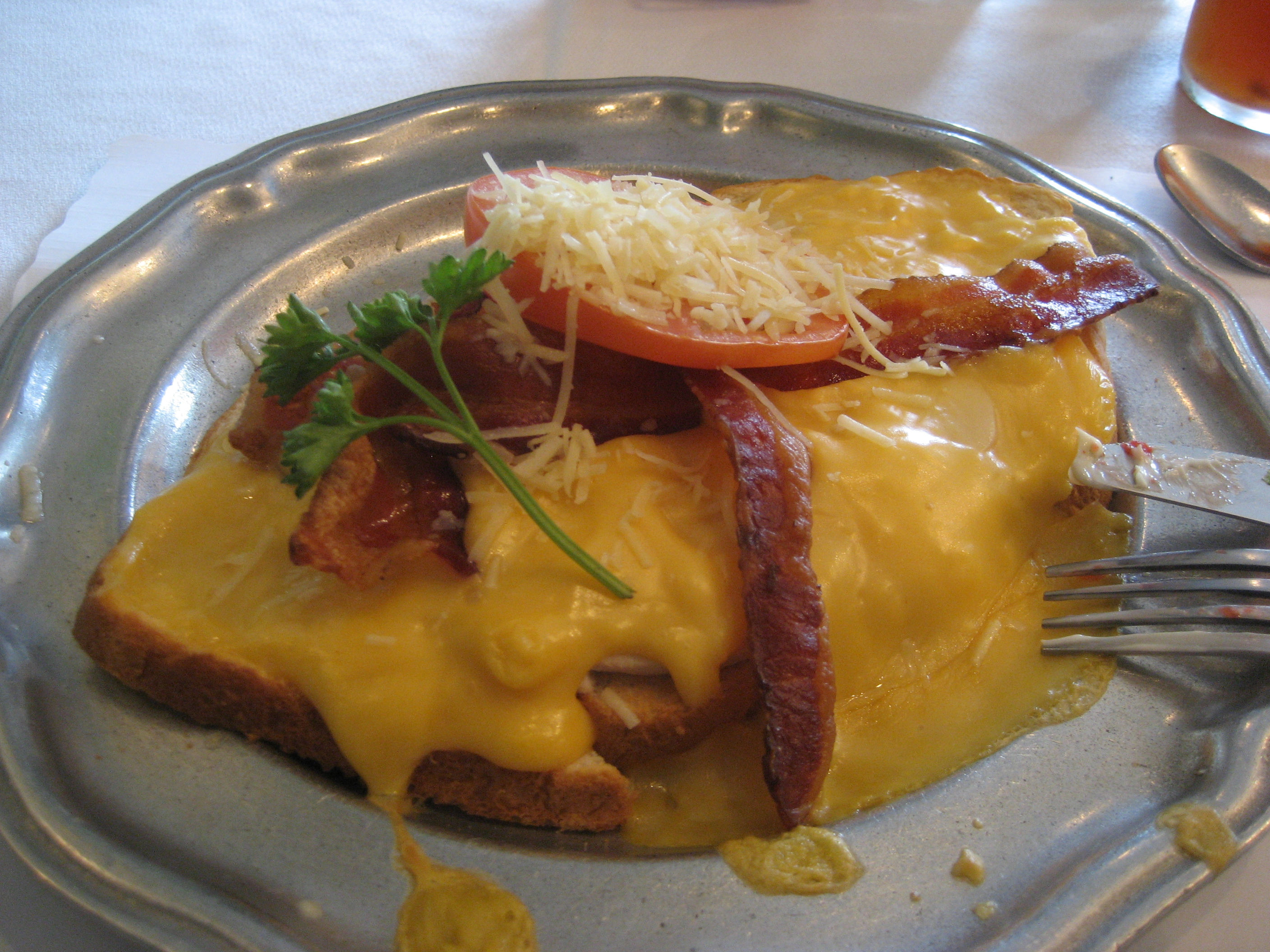
熱布朗三明治發源自路易維爾的布朗旅館 (路易維爾)

肯塔基州的飲食文化多承襲自傳統美國南方飲食。常見的晚餐菜餚包括炸鯰魚、油炸玉米餅（hushpuppy）、炸雞和鄉村煎牛排，佐以青豆、斑豆或蔬菜與豬肉慢熬而成的醬汁，搭配麵包食用。炸青茄、起司玉米粥（cheese grits）、玉米布丁、炒秋葵和餃食等也是普遍的肯塔基州佳餚。此外，肯塔基州的燒烤料理亦獨具一格；它有別於眾南部燒烤風格，選用羊肉為主要食材。除了傳統南方飲食特色之外，肯塔基州也發展出獨特的地方料理，尤其是路易維爾—熱布朗三明治和德比三角派的發源地（雖然後者和傳統南方甜點胡桃派也很類似）。